# Harold Mahony
Harold Segerson Mahony (13. února 1867 Edinburgh, Spojené království Velké Británie a Irska – 27. června 1905 Dromore Castle, Kerry, Irsko) byl ve Skotsku narozený tenista, vítěz dvouhry ve Wimbledonu z roku 1896 a trojnásobný olympijský medailista.

## Biografie
Narodil se v ulici Charlotte Square, č.p. 21 v Edinburghu do rodiny advokáta Richarda Johna Mahonyho, který vlastnil řadu pozemků. Rodina žila ve Skotsku, čas ovšem také trávila na Dromore Castle okresu Kerry v Irsku. Hráč trénoval na rodinném tenisovém dvorci postaveném v Dromore.
Ve Wimbledonu se poprvé objevil v roce 1890, kdy vypadl v prvním kole. V následujících dvou ročnících 1891 a 1892 se probojoval již do semifinále a v sezóně 1897 prohrál ve finále. V polovině 90. let odjel do Spojených států. Vrátil se do Anglie, aby mohl zvítězit ve Wimbledonu roku 1896. Ve finále zdolal Wilfreda Baddeleyho po setech 6-2, 6-8, 5-7, 8-6, 6-3.
Na pařížských Letních olympijských hrách 1900 získal pro reprezentaci Velké Británie a Irska dvě stříbrné medaile ve dvouhře a smíšené čtyřhře, třetí bronzovou přidal v mužské čtyřhře.
Nejsilnějším úderem byl bekhend. Spoluhráč George Hillyard o jeho provedení forhendu napsal, že „nikdy nepřišel na správnou techniku při forhendovém odehrání míčku.“
Zemřel v třiceti osmi letech při nehodě na jízdním kole blízko domova v Kerry.

## Finále na Grand Slamu

### Dvouhra (2)

#### Vítěz (1)
| Rok  | Turnaj    | Finalista        | Výsledek                |
| 1896 | Wimbledon | Wilfred Baddeley | 6–2, 6–8, 5–7, 8–6, 6–3 |

#### Finalista (1)
| Rok  | Turnaj    | Vítěz            | Výsledek      |
| 1897 | Wimbledon | Reginald Doherty | 6–4, 6–4, 6–3 |